# خالد النفيسي
خالد النفيسي (26 يناير 1937  - 27 مارس 2006 )، ممثل كويتي. كان من الذين ساهموا في تشكيل بدايات الملامح الفنية في منطقة الخليج. ودامت مسيرته الفنية من عام 1956 وذلك في مسرحية (ضاع الأمل)  إلى عام 2005 في آخر أعماله عديل الروح وفريج صويلح، ويصنف من عمالقة الفن الخليجي والكويتي وهو من الجيل الأول وقد تخرج على يد المخرج الراحل زكي طليمات، لديه كمّ هائل من الأعمال الخالدة في ذهن محبيه.

## نسبه
يرجع نسب الفنان خالد بن صالح بن إبراهيم بن عبد الرحمن النفيسي إلى أسرة النفيسة أو كما تسمى في بعض فروعها بالنفيسي إلى فخذ العفسة المتفرعة من واصل من بريه الجذم الثالث من قبيلة مطير .

## عن حياته
درس خالد في «مدرسة الأحمدية»، وانضم بعدها لفريق الكشافة، وكان معه في الفريق محمد النشمي، وفي الفريق تم الإعداد لمسرحية بعنوان «ضاع الأمل» وذلك ضمن أنشطة المسرح المدرسي لعام 1953 ، إلا أن المسرحية رأت النور على مسرح «مدرسة الصديق» بإشراف من المسرحي المصري زكي طليمات وذلك بعام 1957  بمشاركة مع صالح العجيري وعقاب الخطيب وسعد القطامي. وفي عام 1962 شارك بمسرحية صقر قريش والتي تعتبر أول عمل مسرحي جماهيري في الكويت. وقد ساهم بتأسيس «فرقة المسرح العربي».
توفي والده وكان في الخامسة عشرة من عمره، فترك المدرسة وهو في المرحلة الثانوية. تزوج الفنان خالد النفيسي في الستينات بإحدى الفتيات واستمر معها أربع سنوات ولم ينجب أطفالا، ثم انفصل عنها ولم يتزوج بعدها مطلقا، بسبب سفره الدائم وانشغالاته الفنية لم يرغب في أن يظلم معه أي امرأة لكونه لن يستطيع أن يعطيها حقها الكافي من الاستقرار لذا رفض الزواج.

## وفاته
شعر بوعكة صحية قبل أن يسافر من الكويت إلى المغرب، وكانت معالم التعب واضحة على وجهه، وكان سفره إلى المغرب لم يكن وارداً في جدوله، وقرر ذلك فجأة كأنه يريد أن يتحمل الألم وحده من دون أن يشعر به أحد.
أدخل إلى المستشفى قبل وفاته بيومين حيث شعر بشيء ما في صدره وأصبح لونه أصفر وبعدها دخل في غيبوبة. أمر صباح الأحمد الصباح بنقله بطائرة خاصة إلى لندن إلا أن ظروفه الصحية وصعوبة تنفسه حالت دون ذلك وبعدها توفي.

## أعماله

### من المسرحيات
| سنه الإنتاج | المسرحية               |
| ----------- | ---------------------- |
| 1957        | ضاع الأمل              |
| 1962        | صقر قريش               |
| 1962        | ابن جلا                |
| 1963        | استارثوني وأنا حي      |
| 1963        | مضحك الخليفة أبو دلامة |
| 1964        | عشت وشفت               |
| 1965        | إغنم زمانك             |
| 1965        | 24 ساعة                |
| 1966        | الكويت سنة 2000        |
| 1968        | حط حيلهم بينهم         |
| 1969        | من سبق لبق             |
| 1976        | حرم سعادة الوزير       |
| 1979        | بيت بو صالح            |
| 1982        | يسوونها الكبار         |
| 1985        | ممثل الشعب             |
| 1985        | حامي الديار            |
| 1987        | دقت الساعة             |
| 1987        | هذا سيفوه              |
| 1997        | جنون البشر             |
| 2000        | سنطرون بنطرون          |
| 2002        | وزير الناس             |

### من المسلسلات
| سنه الإنتاج | المسلسل                                               | الشخصية     |
| ----------- | ----------------------------------------------------- | ----------- |
|             | الدرس الأول والأخير - تمثيلية                         |             |
| 1967        | محكمة الفريج                                          |             |
| 1970        | مواقف                                                 |             |
| 1976        | طيبة وبدر                                             |             |
| 1977        | دنيا المهابيل                                         |             |
| 1977        | درب الزلق                                             | بوصالح      |
| 1977        | المصير                                                |             |
| 1978        | الغوص                                                 |             |
| 1978        | الأخوة الثلاثة                                        |             |
| 1979        | زوج سعيد جدا جدا - سباعية                             |             |
| 1980        | إلى أبي وأمي مع التحية (جزئين)، الجزء الثاني عام 1982 |             |
| 1980        | أشياء ضرورية                                          |             |
| 1980        | الرحيل                                                |             |
| 1981        | أبلة منيرة                                            |             |
| 1981        | الأخوة الثلاثة                                        |             |
| 1983        | خالتي قماشة                                           | حجي مرزوق   |
| 1984        | عائلة فوق تنور ساخن                                   | بو صالح     |
| 1985        | إليكم مع التحية                                       |             |
| 1997        | الوريث                                                |             |
| 2000        | بيت بلا أبواب                                         |             |
| 2000        | السرايات                                              |             |
| 2000        | عيال الذيب                                            |             |
| 2001        | ديوان السبيل                                          |             |
| 2002        | العضب                                                 |             |
| 2002        | الشريب بزة                                            | بوخالد      |
| 2003        | خالتي وعمتي                                           |             |
| 2003        | الحيالة                                               | مانع        |
| 2003        | كرت أحمر                                              |             |
| 2005        | فريج صويلح                                            | بن نقدي     |
| 2005        | بريق المال                                            |             |
| 2005        | عديل الروح                                            | خالد العاجي |

### الأوبريتات
| اسم الأوبريت                     | بمشاركة       |
| -------------------------------- | ------------- |
| المطرب القديم                    | سعاد عبد الله |
| أوبريت الكويت بين الماضي والحاضر | سعاد عبد الله |

### الأفلام
| سنه الإنتاج | الفيلم  |
| ----------- | ------- |
| 1965        | العاصفة |
| 1980        | الصمت   |

## وفاته
توفي الفنان خالد النفيسي يوم الإثنين 27 صفر 1427هـ الموافق 27 مارس 2006، إثر أزمة قلبية في الرباط بالمغرب ونقل جثمانة إلى الكويت، وشهد مواراة جثمانه الثرى حضور رسمي وفني كبير.

## تكريمه
في يوم 8 يناير 2009 أقيمت ليلة لتكريمه برعاية «المعهد العالي للفنون المسرحية» وذلك ضمن فعاليات مهرجان القرين الثقافي الخامس عشر سميت باسم «منارة ثقافية كويتية حول الفنان خالد النفيسي»، وتحدث خلالها الفنانون عبد الحسين عبد الرضا وعلي البريكي وسعاد عبد الله وحياة الفهد وفتحية الحداد.

## روابط خارجية
- خالد النفيسي على موقع IMDb (الإنجليزية)
- خالد النفيسي على موقع قاعدة بيانات الأفلام العربية
- خالد النفيسي على موقع قاعدة بيانات الفيلم (الإنجليزية)